# なぜ蕎麦にラー油を入れるのか。

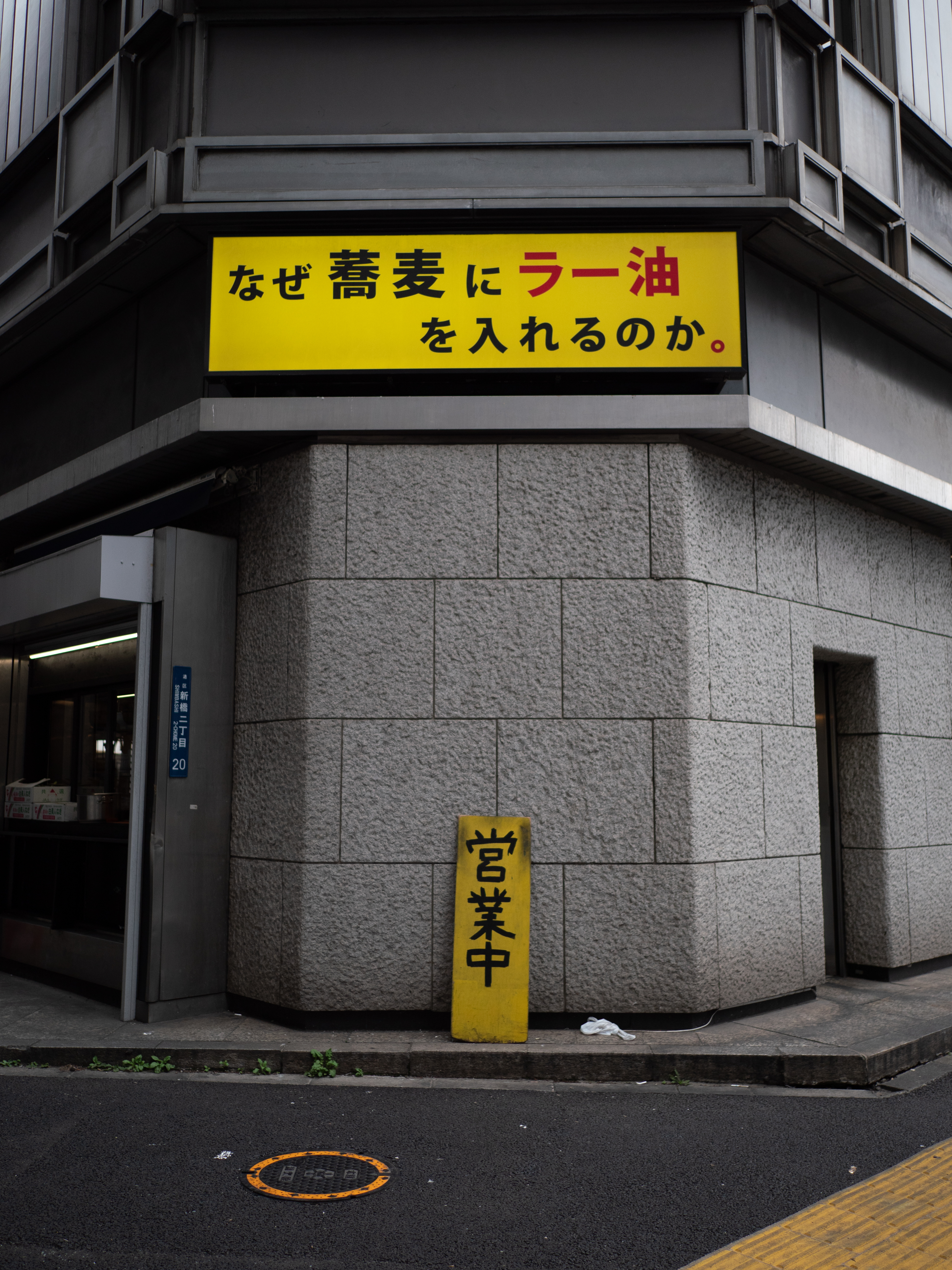
新橋駅前ビル店（のれん分け）

なぜ蕎麦にラー油を入れるのか。（なぜそばにラーゆをいれるのか。）は、株式会社のみもの。が運営する蕎麦専門チェーン店。都内の山手線沿線を中心に店舗を展開する。
港屋リスペクト系肉蕎麦。
創業者の壬生裕文により2010年に池袋に1号店（壬生）をオープン。その後、秋葉原、新宿、渋谷、新橋、山梨と店舗を増やしている。
アンジャッシュの渡部建がブログで紹介した。
2021年に公式オンラインショップである「おうちでのみもの。」を開設し、度々メディアに取り上げられている。。
2021年には読売テレビの『ほんわかテレビ』にてお取り寄せOK!全国激うま麺特集が組まれ、看板メニューである肉蕎麦が紹介された。